# Audronė Jankuvienė
Audronė Jankuvienė (* 14. März 1960 in Kaunas) ist eine litauische Journalistin und Politikerin, seit 2019 Seimas-Mitglied.

## Leben
Von 1978 absolvierte Audronė das Abitur mit Auszeichnung an der 27. Mittelschule in Dainava ihrer Heimatstadt Kaunas. Von 1978 bis 1983 absolvierte sie ein Diplomstudium der Journalistik an der Vilniaus universitetas in der litauischen Hauptstadt Vilnius. Von 1984 bis 2007 war sie Korrespondentin in der Zeitung Kauno diena,  von 1999 bis 2007 stellvertretende Chefredakteurin. Sie veröffentlichte  zahlreiche Forschungsjournalismus-, Problem- und analytische Schriften (Artikel) zu politischen, wirtschaftlichen und sozialen Themen, etwa 600 publizistische Kommentare.
Von 2016 bis 2019 war sie Gehilfin und Beamtin in der Seimas-Kanzlei. Seit dem 9. Juli 2019 ist sie Seimas-Mitglied (nach der EP-Wahl).
Audronė Jankuvienė ist Mitglied der LVŽS-Fraktion.
Audronė Jankuvienė ist verheiratet mit Gediminas Jankus und hat zwei Töchter.

## Preise
- Preise von Wettbewerbern, Lietuvos pramonininkų konfederacija (1991, 1996, 2001)
- Preis von Jurgis Bobelis und Kazys Bobelis (1997)
- Vytautas-Gedgaudas-Preis, Lietuvos žurnalistų sąjunga (2008)